# デオキシシチジル酸 C-メチルトランスフェラーゼ
デオキシシチジル酸 C-メチルトランスフェラーゼ(Deoxycytidylate C-methyltransferase、EC 2.1.1.54)は、以下の化学反応を触媒する酵素である。
5,10-メチレンテトラヒドロ葉酸 + dCMP{\displaystyle \rightleftharpoons }ジヒドロ葉酸 + デオキシ-5-メチルシチジル酸
従って、この酵素の2つの基質は5,10-メチレンテトラヒドロ葉酸とデオキシシチジン一リン酸、2つの生成物はジヒドロ葉酸とデオキシ-5-メチルシチジル酸である。
この酵素は、転移酵素、特に1炭素基を転移させるメチルトランスフェラーゼのファミリーに属する。系統名は、5,10-メチレンテトラヒドロ葉酸:dCMP C-メチルトランスフェラーゼ(5,10-methylenetetrahydrofolate:dCMP C-methyltransferase)である。